# 尹元凱
尹元凯（?—?），唐朝瀛州乐寿县（今河北省献县）人。
尹元凯开始担任磁州司仓参军，因事免职，于是隐居山林，不求仕进，共三十年。与张说、卢藏用等人相友善，朝廷征拜为右补阙。尹元凱、張說推薦尹愔為國子大成，在并州司马任上去世。